# Debreczyn
Debreczyn (węg. Debrecen, niem. Debreczin, Debrezin, słow. Debrecín) – drugie co do wielkości miasto Węgier, największe miasto we wschodniej części kraju. W 2011 liczba mieszkańców Debreczyna wynosiła 208,02 tys. Stolica komitatu Hajdú-Bihar. Miasto to jest jednym z siedmiu centrów regionalnych kraju oraz największym miastem krainy historycznej Kriszana (większa jej część położona jest obecnie w Rumunii).
Debreczyn dwukrotnie pełnił funkcję stolicy Węgier – w 1849 i 1944.
Miasto składa się z dwóch części – uzdrowiska i centrum. Są one połączone linią tramwajową. Ułatwia ona dostęp z dworca kolejowego do uzdrowiska.

## Położenie
Debreczyn położony jest na Wielkiej Nizinie Węgierskiej, około 30 km od rumuńskiej granicy. Odległość od Budapesztu drogą lądową wynosi około 224 km, drogą kolejową 221 km (drogą powietrzną 193 km).
Dookoła miasta lasy (Las Wielki (Debreceni Nagyerdő Természetvédelmi Terület): pierwszy rezerwat przyrody na Węgrzech) i puszcze.

## Etymologia nazwy Debrecen
Nazwa Debreczyn po raz pierwszy pojawia się w źródłach pisanych w 1235 roku, mianowicie w zbiorze wyroków noszącym nazwę Váradi Regestrum (po łacinie Regestrum Varadiense), wówczas jeszcze w formie „Debrezun”. Prawdopodobnie pochodzi ona z kipczacko-tureckiej nazwy własnej *Tebresin ~ *Debresin ~ *Tebresün.

## Historia
Przez wieki historii liczne grupy etniczne osiedlały się w okolicach Debreczyna, pomiędzy Cisą a Górami Zachodniorumuńskimi. Tutejsze ludy charakteryzowały się tym, że nie stanowiły zamkniętej grupy, ale były otwarte na nowych przybyszów. Ten element jest dość znamienny dla etnogenezy regionów przejściowych (np. Dolna Austria, Mołdawia).
Ludy zamieszkujące w pobliżu Debreczyna w kolejności przybycia:
- Dakowie
- Jazygowie
- Wandalowie
- Gepidowie
- Sklawinowie
- Awarowie
- Madziarowie

Osada początkowo rozrastała się wskutek zjednoczenia wielu wsi, a w kolejnych dziesięcioleciach po najeździe tatarskim w 1241 roku rozpoczął się jej szybki rozwój. W krótkim czasie stała się jedną z bardziej znaczących miejscowości na Węgrzech, zawdzięczając to w pierwszej kolejności właścicielom ziemskim, ścisłym stosunkom z Karolem Robertem oraz debreczyńskim dożom. Prawa miejskie nadał Debreczynowi w 1361 roku Ludwik Węgierski. Od tej pory mieszkańcy dysponowali prawem do wolnego wyboru rady i sędziów. W latach 1450–1507 Debreczyn był własnością rodziny Hunyadi (zob. Jan Hunyady, Maciej Korwin).
Od początku XV wieku miasto uzyskało od właścicieli wiele przywilejów - najważniejsze z nich to przywileje zezwalające na organizowanie targów, bowiem w kolejnych stuleciach kupujący zapewnili bogactwo miastu i stały rozwój handlu. Podboje tureckie i podział Węgier na trzy części w 1538 roku nie okazał się znaczącym ciosem dla miasta, bowiem w XVII wieku bogactwo i znaczenie Debreczyna nadal rosło, głównie dzięki zwiększonemu handlowi bydłem. Debreczyn łączył ze sobą szlaki handlowe pomiędzy Siedmiogrodem a Górnymi Węgrami (obecną Słowacją), poza tym miejscowi handlarze dostarczali swoje towary, bydło rogate, konie, pszenicę i wino na najbardziej znaczące rynki niemieckie.

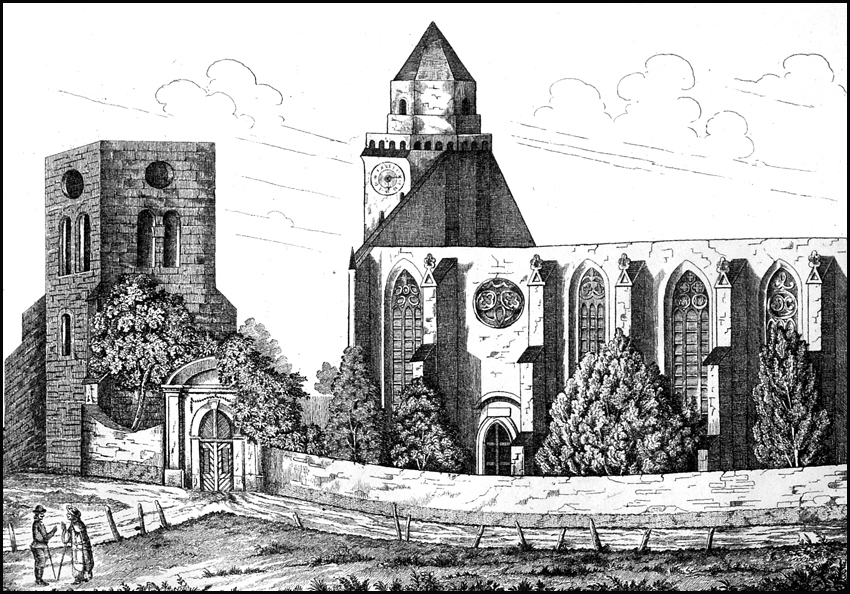
Kościół św. Andrzeja w XVII w.

Debreczyn często znajdował się w niebezpiecznej sytuacji ze względu na swoje położenie geograficzne, gdyż nie dysponował zamkiem i murami obronnymi, a jego uratowanie umożliwiały jedynie dyplomatyczne posunięcia „mężów miasta”. Debreczynowi, który był zajmowany przez Turków, Austriaków i Rakoczego udało się ocaleć. To zapewne przyczyniło się do otwartego myślenia jego obywateli i przygotowało drogę reformacji. Kalwińskie nauki reformacyjne bardzo szybko odbiły się echem w kręgu obywateli bogatego miasta handlowego, a możliwości ich wykorzystania uwidoczniły się w budowie niezależnej, rozwiniętej sieci szkół. Wówczas również obywatelska mentalność, moralny system wartości wyznania kalwińskiego zjednoczył się z pragmatycznie purytańskim sposobem życia mieszkańców. W połowie XVII wieku już cała ludność była wyznania protestanckiego. Poprzez to Debreczyn otrzymał miano „kalwińskiego Rzymu”.
Po odzyskaniu tej części Węgier od Turcji przez Austrię, Leopold I Habsburg nadał w 1693 roku Debreczynowi rangę wolnego miasta królewskiego, uznając tym samym jego gospodarcze i kulturalne znaczenie. W 1715 roku do miasta powrócił kościół katolicki, a na obszarach otrzymanych od miasta zakon pijarów wzniósł dzisiejszy kościół katedralny św. Anny. W tym czasie miasto było już ważnym centrum kulturalnym, handlowym i rolniczym. W Kolegium Reformackim (poprzednik obecnego uniwersytetu) pobierali nauki późniejsi poeci i naukowcy.

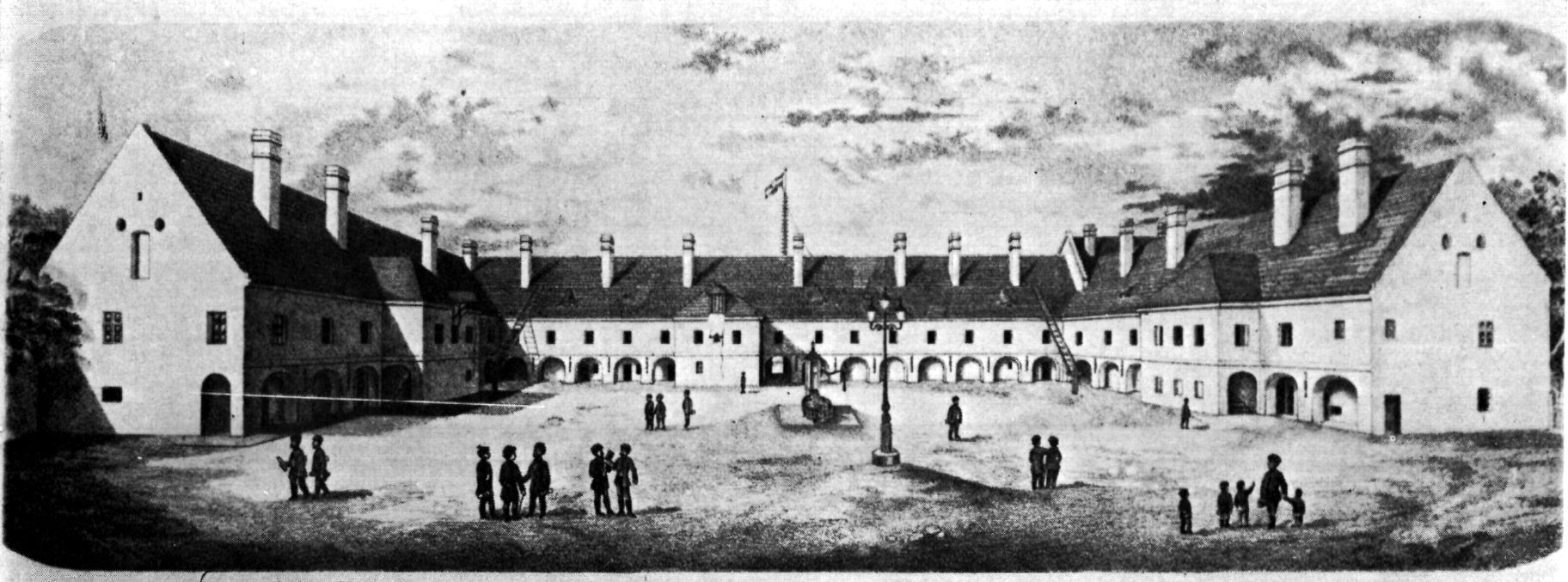
Szkoła kalwińska w XIX w.

Pomimo szybkiego rozwoju przez kolejne półtora stulecia miasto raczej zasłużyło na miano miasta trwałości. Historia tak się potoczyła, że przez ostatnie dwa stulecia, Debreczyn dwukrotnie odegrał istotną rolę w historii Węgier. Po raz pierwszy w styczniu 1849 został stolicą kraju i stał się, mówiąc słowami Lajosa Kossutha „miastem obrony węgierskiej wolności”, wówczas gdy rząd powstańczy uciekł tutaj z Pest-Budy (nazwa Budapeszt powstaje dopiero w 1873 r.). W kwietniu 1849 Kossuth tu właśnie ogłosił detronizację Habsburgów i niepodległość Węgier. Debreczyn był również świadkiem upadku walki o wolność: decydująca bitwa, w której armia rosyjska popierając Habsburgów zwyciężyła nad węgierską armią obrony narodowej, miała miejsce w południowej części miasta.

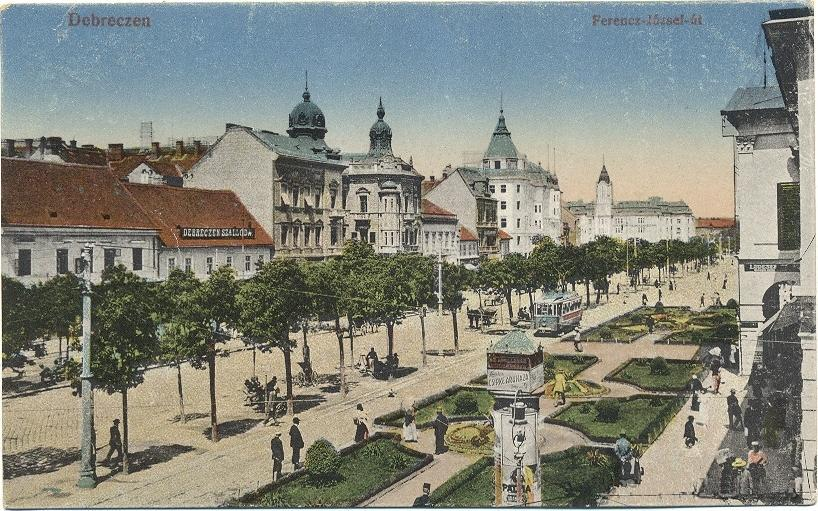
Debreczyn na pocztówce z początku XX w.

Po walkach wolnościowych Debreczyn na nowo zaczął rozkwitać. W 1857 roku wybudowano linię kolejową, która łączyła Debreczyn z dzisiejszym Budapesztem i szybko zmieniła się w węzeł kolejowy. W mieście wybudowano nowe szkoły, szpitale, fabryki, młyny, swoje siedziby otwarły także banki i towarzystwa ubezpieczeniowe. Powstały bardziej okazałe budynki, unowocześniono parki, dzięki temu miastu udało się pozbyć małomiasteczkowego wyglądu. W 1884, jako pierwszy w kraju wyruszył miejski parowóz (zastąpiony w 1911 tramwajem, który do dzisiejszego dnia jeździ w większości dawną trasą parowozu).
Po I wojnie światowej, kiedy od Węgier odłączono Siedmiogród, Debreczyn ponownie stał się miastem przygranicznym. Turystyka zagwarantowała wyjście z kryzysu gospodarczego. W mieście wybudowano obiekty sportowe i wypoczynkowe, wśród nich baseny i pierwszy w kraju stadion. Należący do miasta Park Narodowy Hortobágy stał się atrakcją turystyczną.

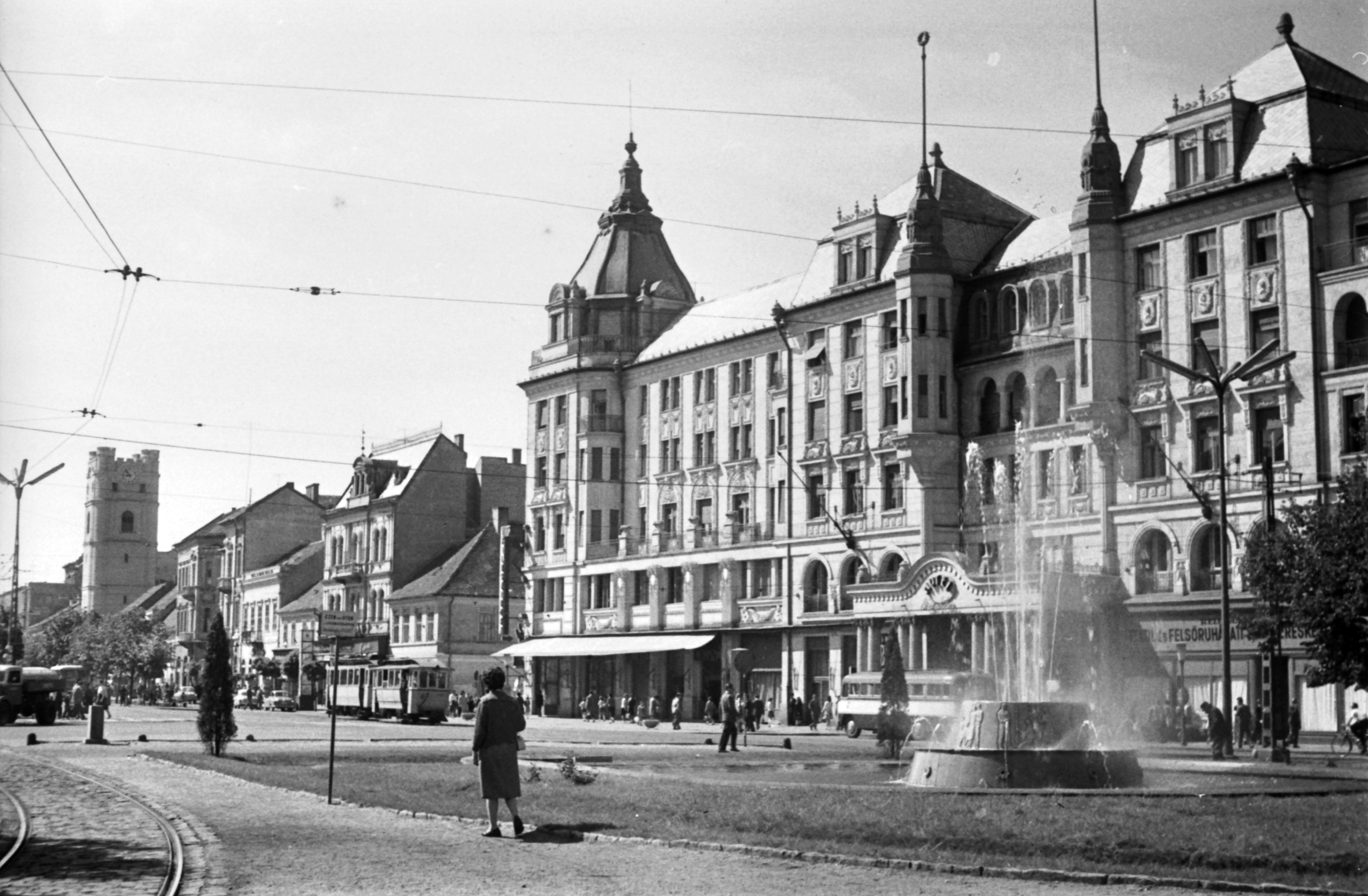
Debreczyn w 1966

Podczas II wojny światowej Debreczyn poniósł ogromne straty, zabudowania w połowie uległy całkowitemu zniszczeniu, dalsze 20% zostało uszkodzonych. Po 1944 rozpoczęto odbudowę i Debreczyn w krótkim czasie po raz drugi został stolicą państwa, tutaj odbywały się posiedzenia Tymczasowego Zgromadzenia Narodowego, to tutaj też działał przez 100 dni Tymczasowy Rząd Narodowy. Mieszkańcy zabrali się do odbudowy miasta, jednak nowy system uniemożliwił powrót do przedwojennego stanu. Podczas upaństwowienia miasto straciło połowę terenu, który przyłączono do nowo powstałych gmin, poza tym Debreczyn utracił także prawo dyspozycji nad parkiem Hortobágy. Nowo wybudowane osiedla zmieniły wygląd miasta i stworzyły dom dla tych, którzy utracili go w czasie wojny.
Obecnie Debreczyn jest największym miastem wschodnich Węgier i jednym z największych centrów kultury w kraju.

## Ludność
Skład etniczny miasta (2011):
1. Węgrzy – 84%
2. Romowie – 0,6%
3. Niemcy – 0,3%
4. Rumuni – 0,2%
5. nieokreślone i beznarodowcy – 15,1%

Religie (2001):
1. kalwiniści – 38,7%
2. katolicy (ryt rzymski) – 15,4%
3. grekokatolicy – 8,2%
4. luteranie – 0,5%
5. inni – 1,5%
6. ateiści – 24,8%
7. nieokreślone – 10,9%

## Zabytki

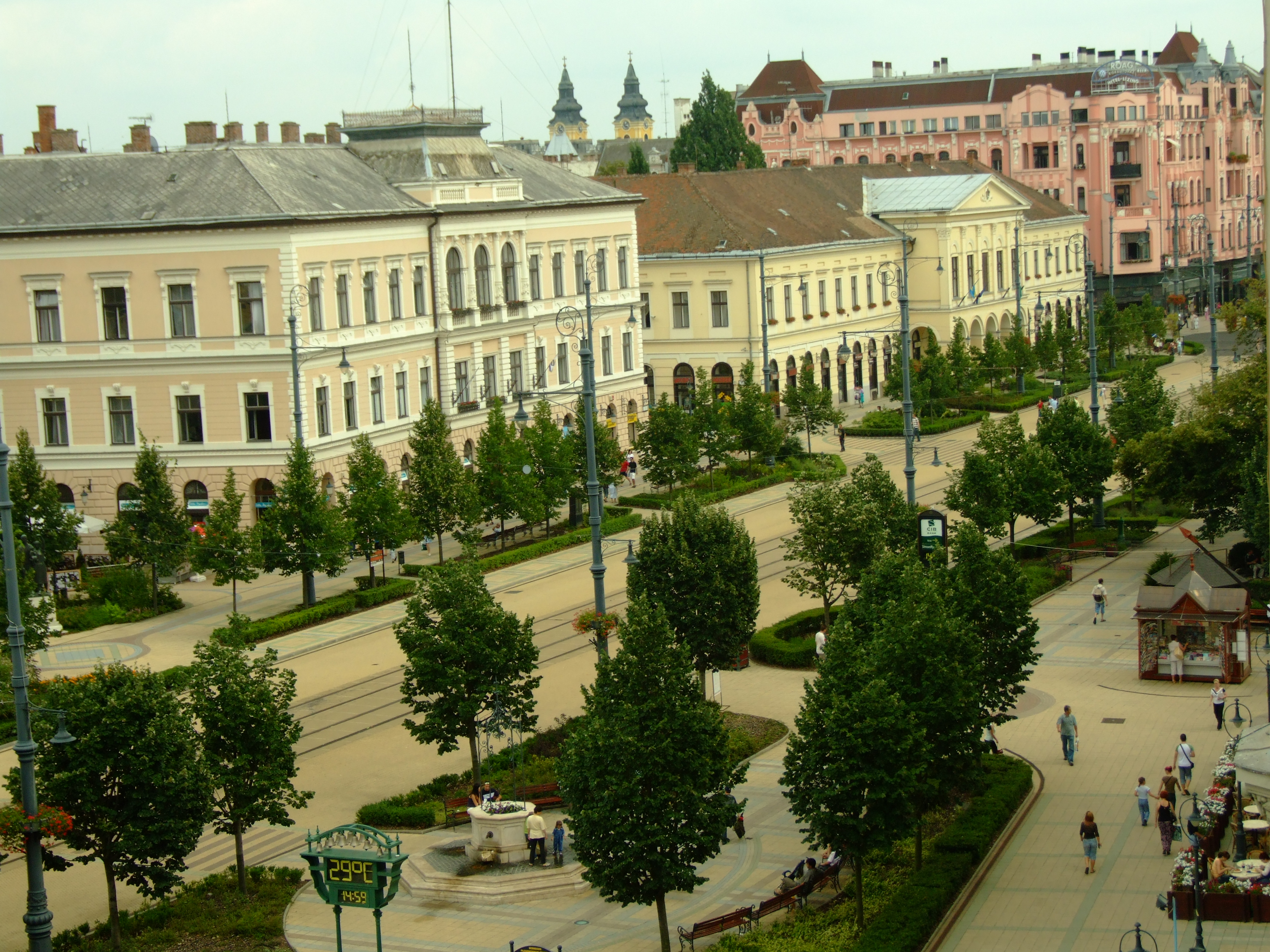
Zabytkowe kamienice w centrum miasta

- Katedra św. Anny (Szent Anna-székesegyház), barokowa
- Wielki Kościół Reformowany (Református nagytemplom), klasycystyczny
- Mały Kościół Reformowany(inne języki) (Református kistemplom), neoromański
- Liceum Kalwińskie
- Teatr Narodowy Csokonaiego(inne języki) (Csokonai Nemzeti Színház)
- Gmach główny Uniwersytetu
- Déri Múzeum(inne języki), neobarokowe
- Ratusz(inne języki) (Városháza), klasycystyczny
- Gmach sądu, eklektyczny
- Urząd komitacki (Megyeháza)
- Kościół uniwersytecki
- Pomnik węgierskiego poety Mihálya Csokonaiego Vitéza z 1871 r.
- Pomnik przywódcy powstania węgierskiego 1848 Lajosa Kossutha z 1914 r.
- kamienice w centrum miasta

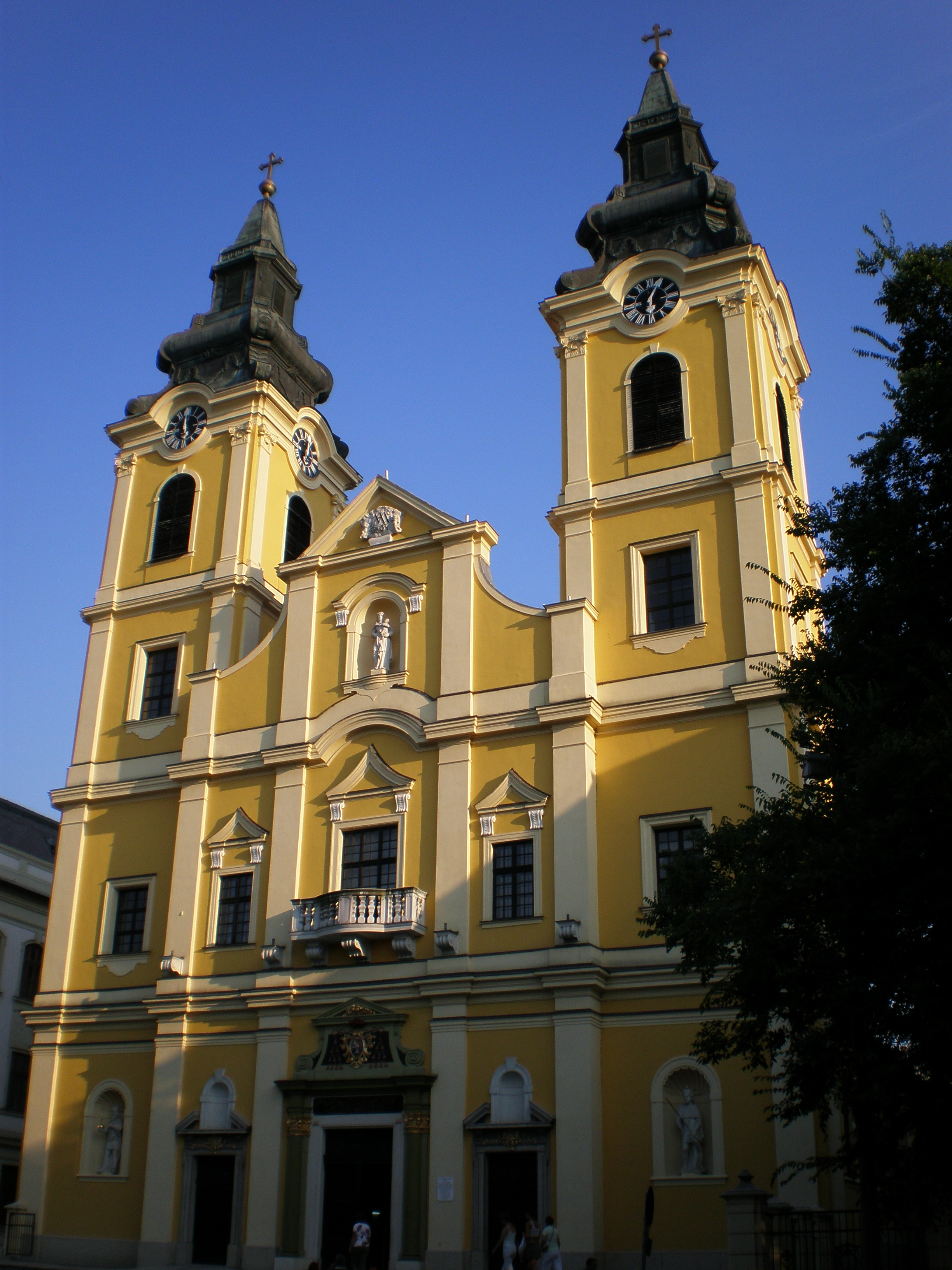
Katedra św. Anny
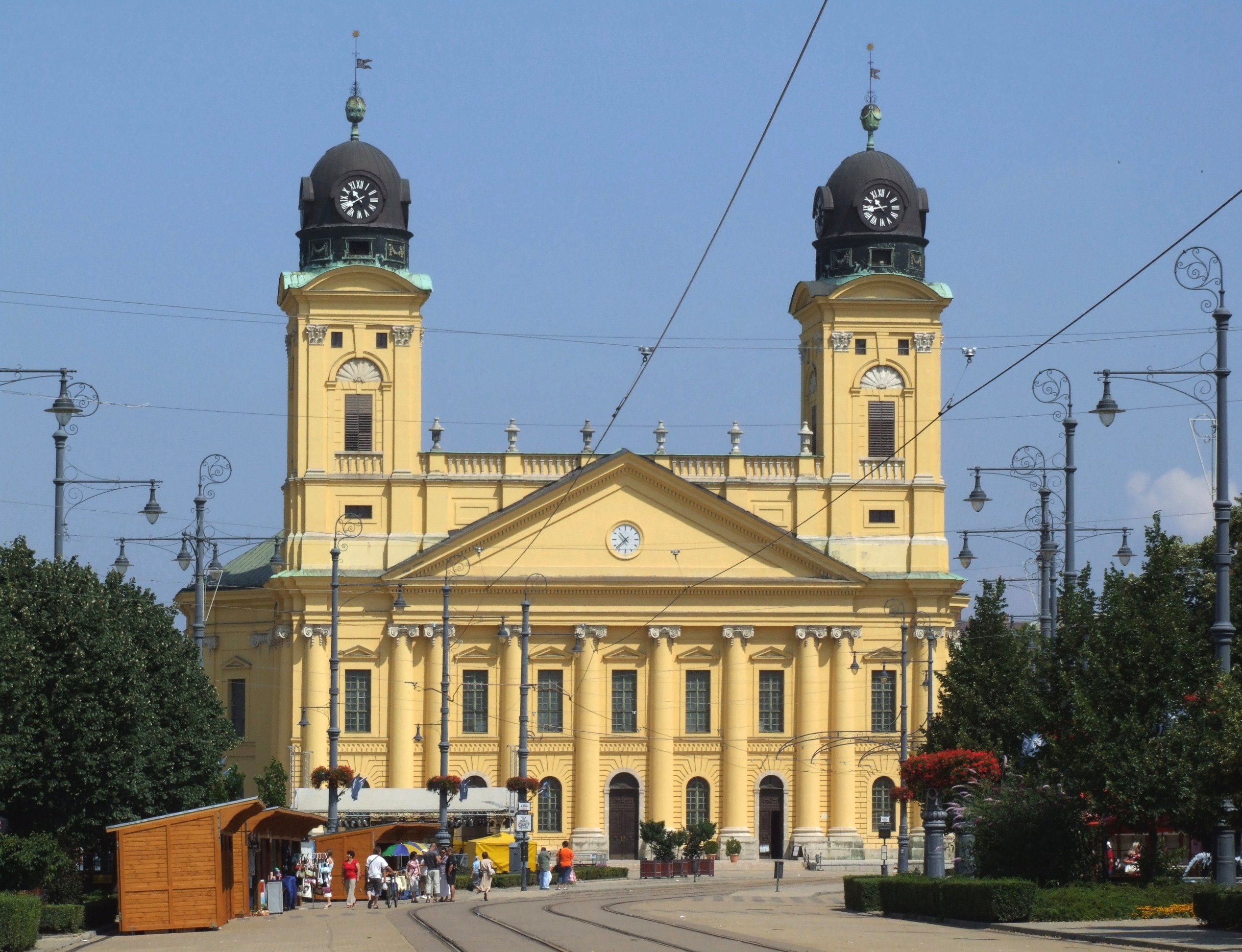
Wielki Kościół Reformowany
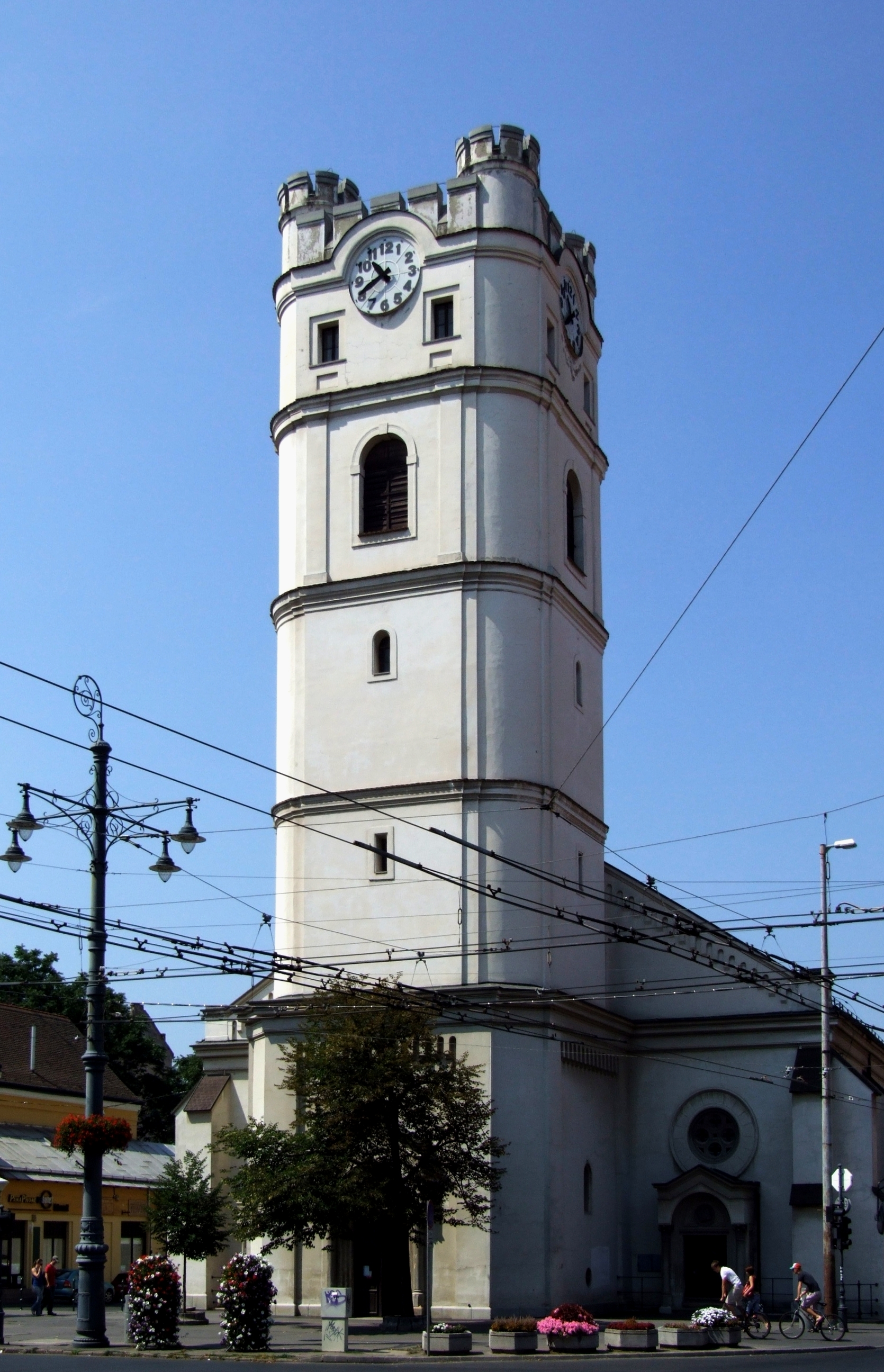
Mały Kościół Reformowany
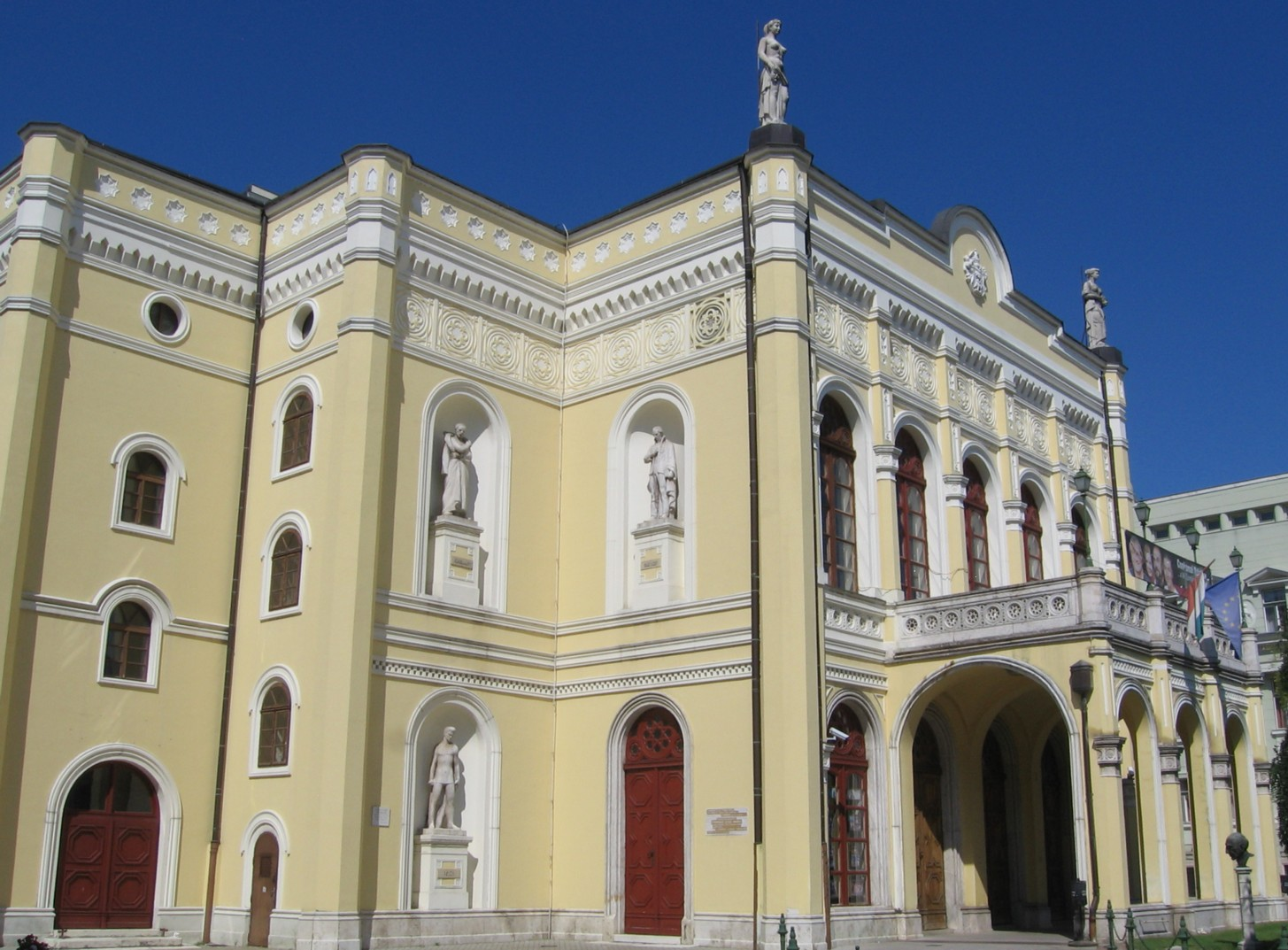
Teatr Narodowy Csokonaiego
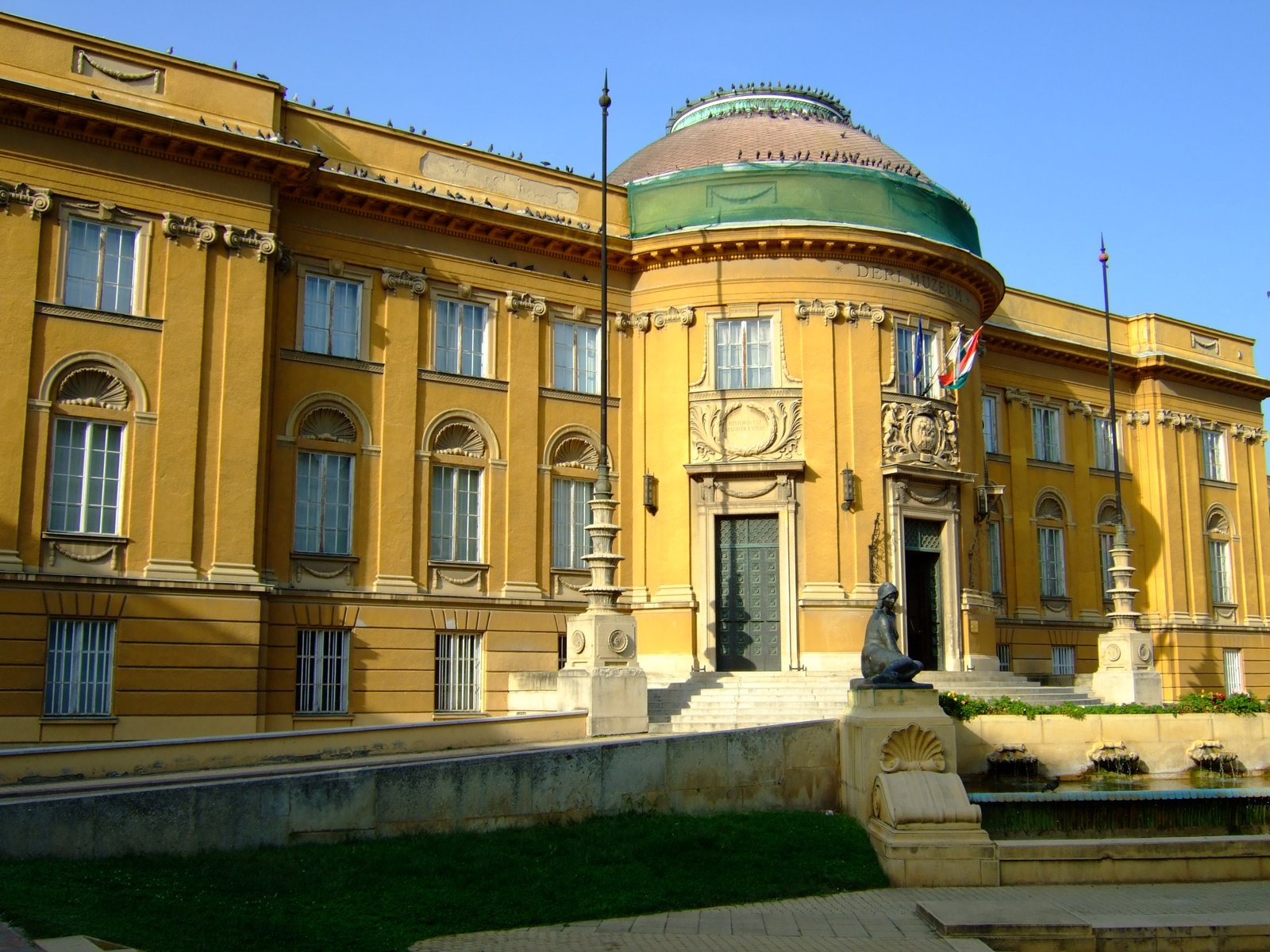
Déri Múzeum
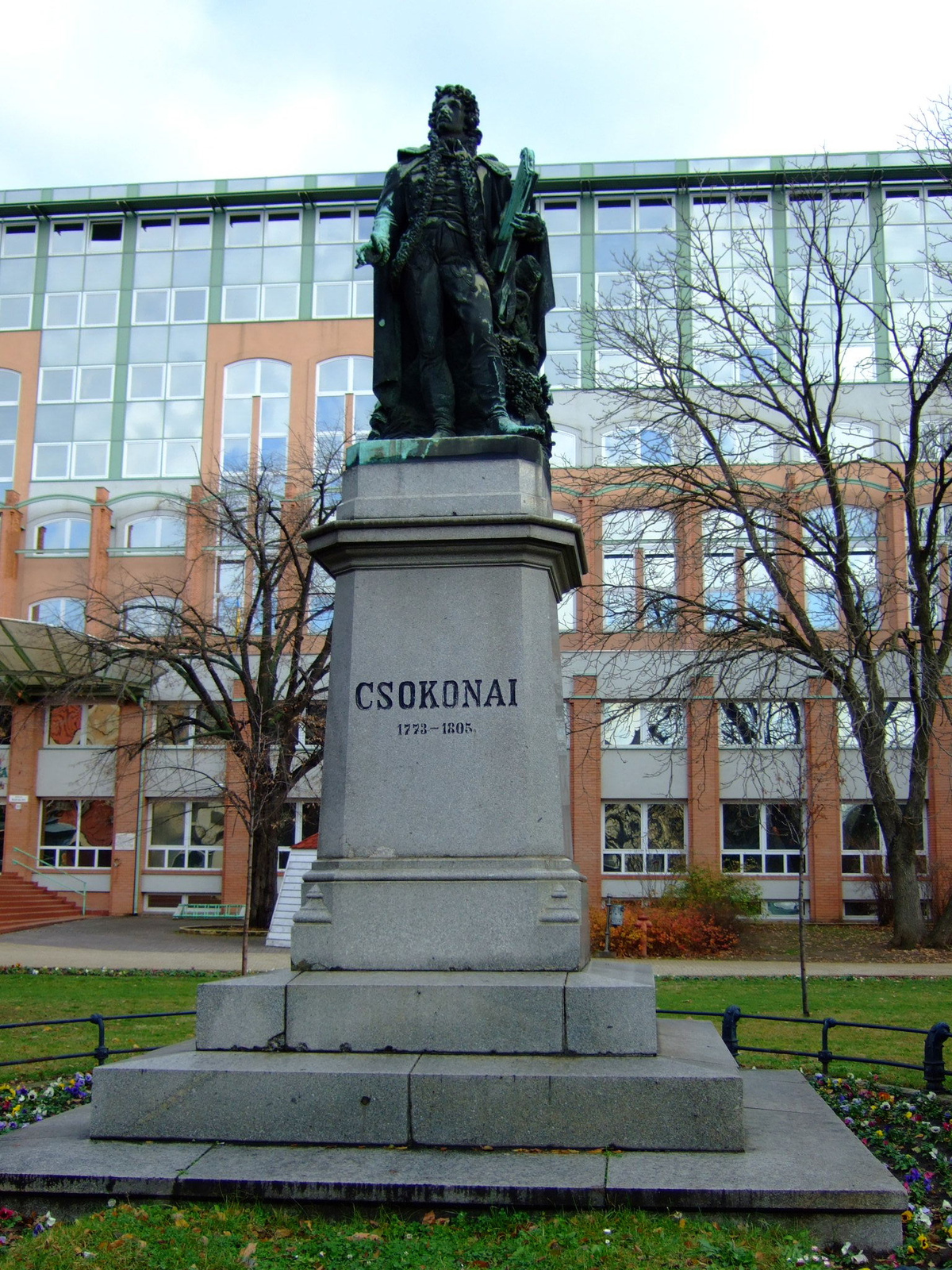
Pomnik Csokonaiego
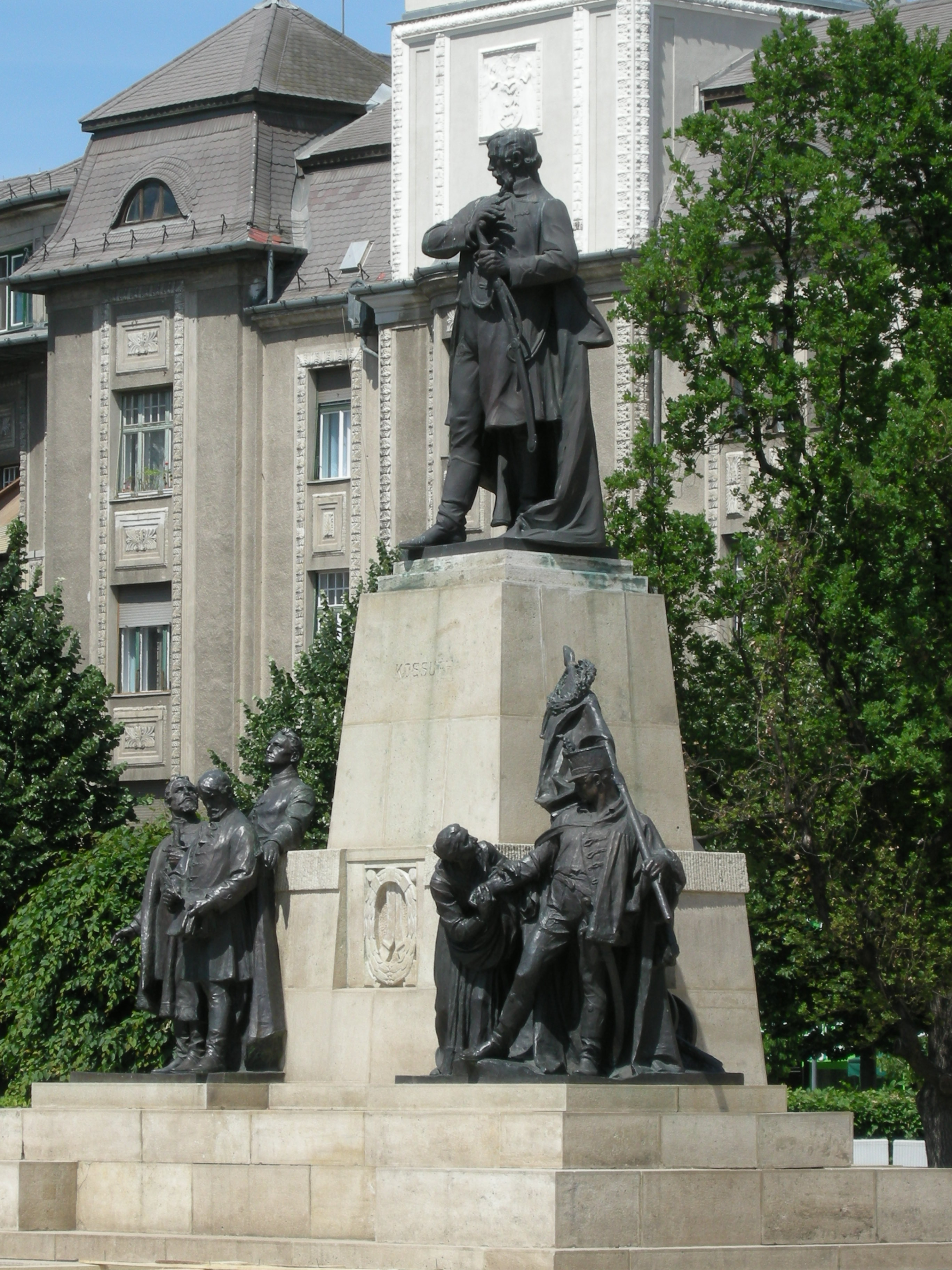
Pomnik Kossutha

## Transport
W mieście znajduje się drugi co do wielkości na Węgrzech port lotniczy, duży węzeł kolejowy i drogowy.
Najstarsza kolej wąskotorowa na Węgrzech (z 1882).

## Edukacja

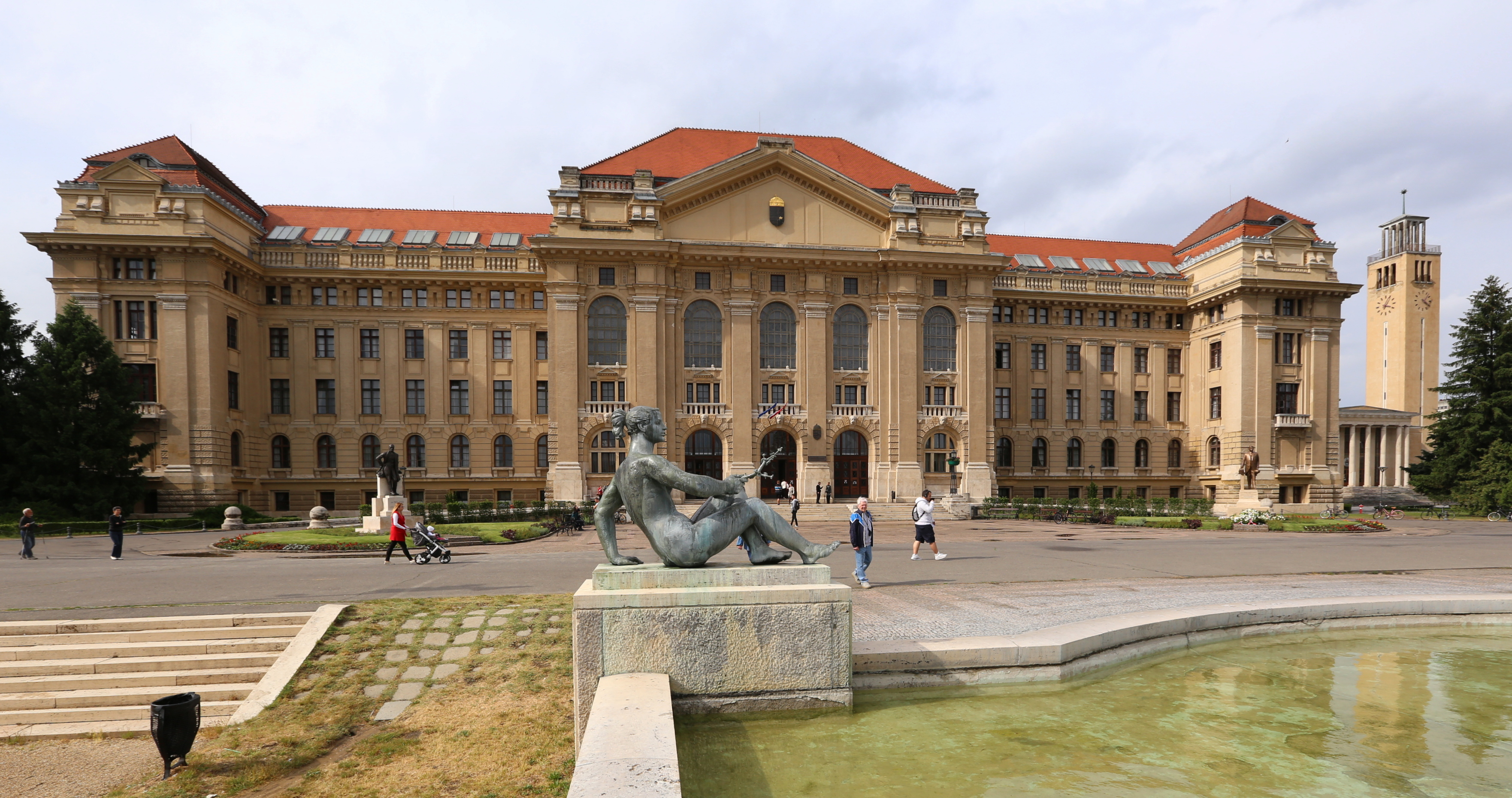
Uniwersytet w Debreczynie

Uniwersytet w Debreczynie o tradycjach sięgających roku 1537.

## Sport
- Debreceni VSC – klub piłkarski, wielokrotny mistrz Węgier, najbardziej utytułowany węgierski klub piłkarski spoza Budapesztu
- Debreceni HK – klub hokejowy
- DVSC-Korvex Debreczyn – klub piłki ręcznej kobiet, dwukrotny mistrz Węgier

## Miasta partnerskie

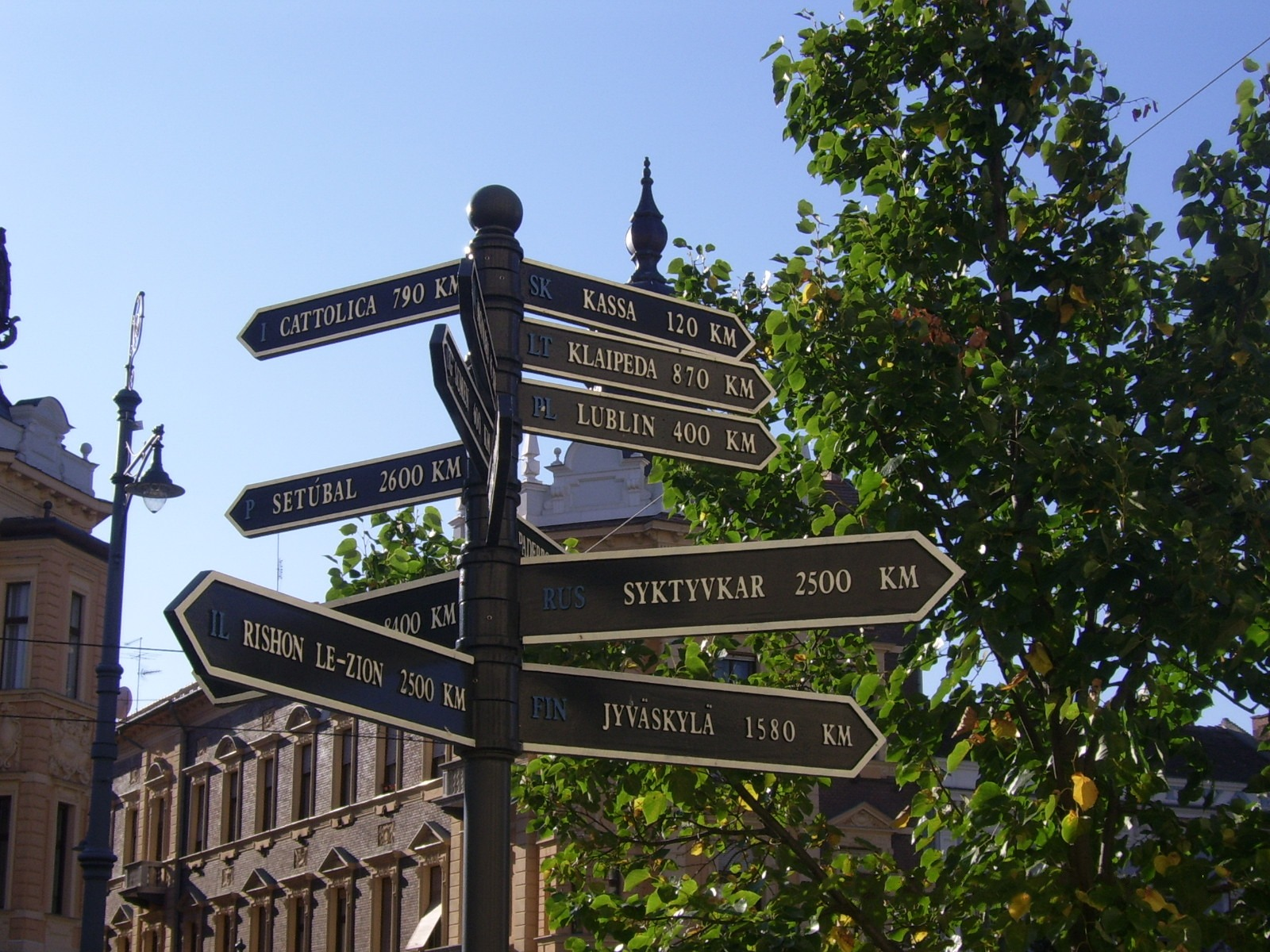
Miasta partnerskie Debreczyna

- Cattolica
- Chongqing
- Jyväskylä
- Kłajpeda
- Lublin
- New Brunswick
- Oradea
- Paderborn
- Patras
- Riszon le-Cijjon
- Setúbal
- Petersburg
- Syktywkar
- Szumen
- Taidong